# Полуанфас

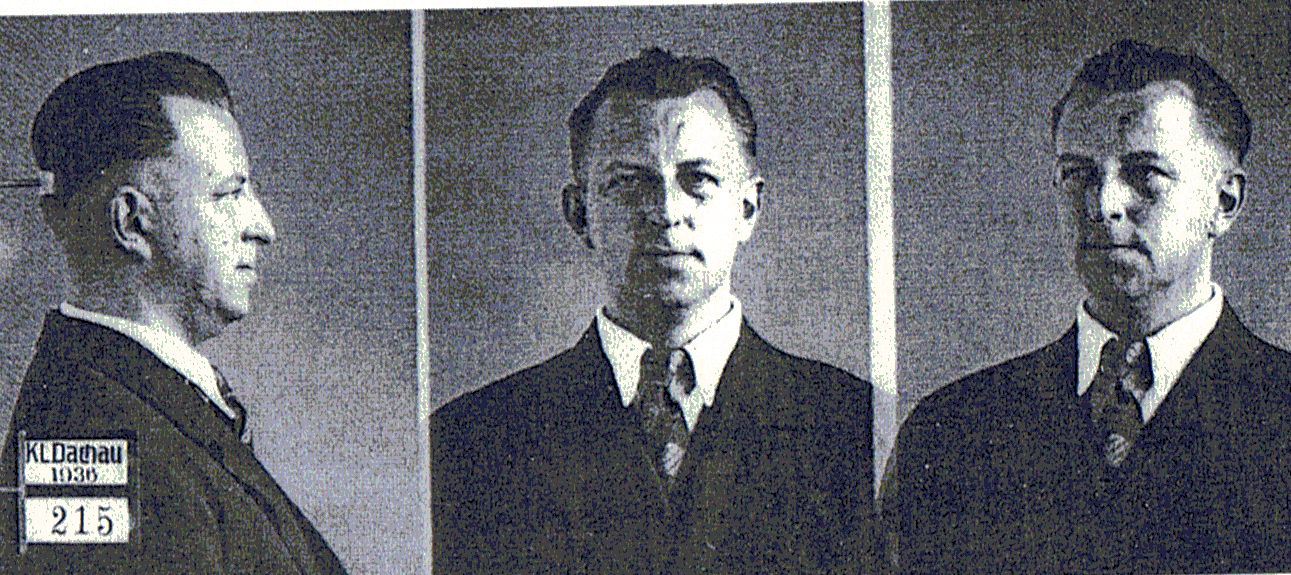
Фотографии Карла Мулин-Эккарта в профиль, анфас и полуанфас, сделанные в Дахау

Полуанфас (полуоборот) — положение головы или сложной фигуры «вбок», под 45° к наблюдателю. Бывает левый полуоборот и правый полуоборот — в зависимости от направления поворота лица.

## Лёгкий полуоборот

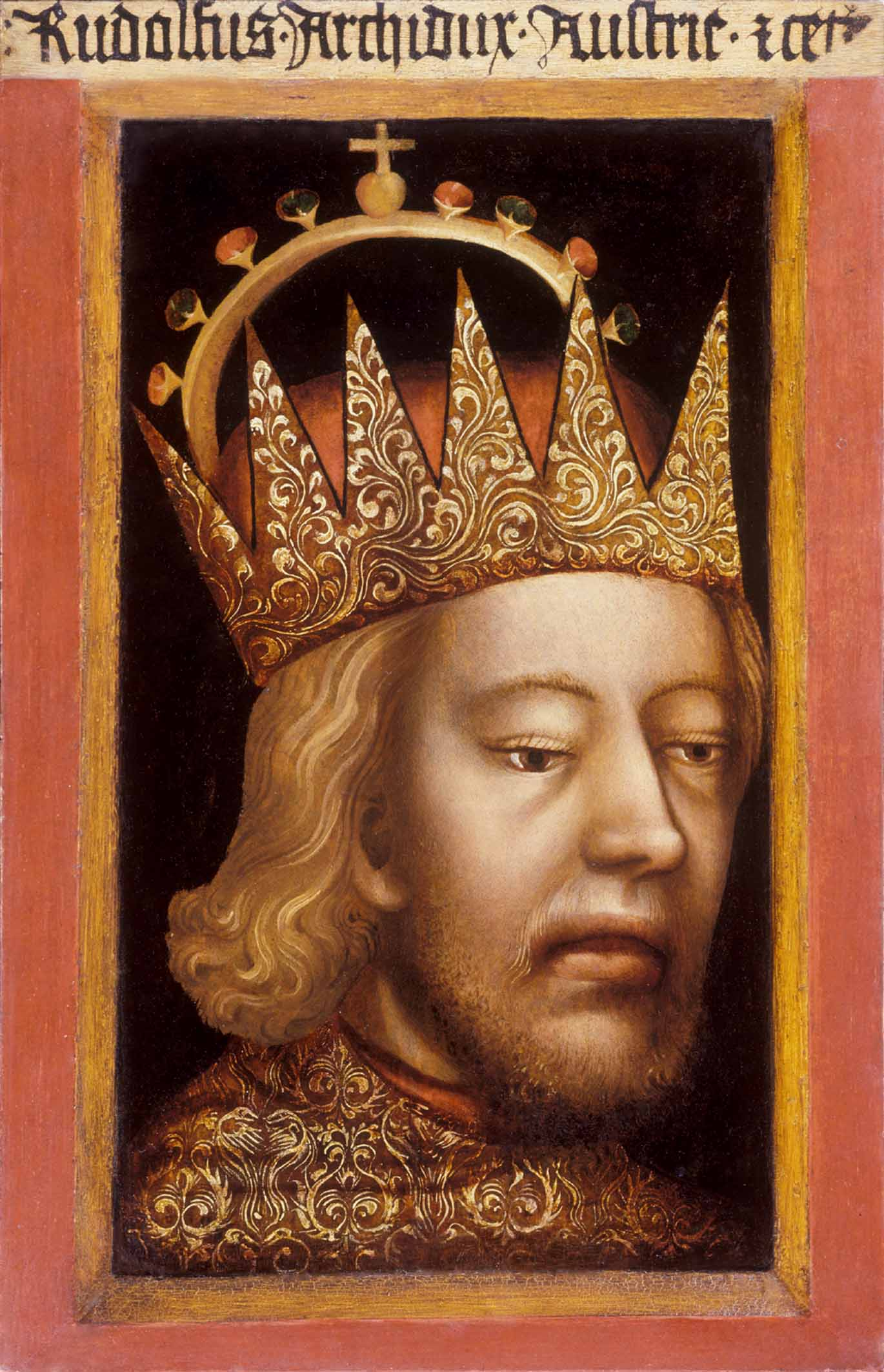
Рудольф IV в короне эрцгерцога. Первый в Западной Европе портрет в полуанфас.

В этом положении голова немного повёрнута в сторону так, чтобы дальнее ухо стало не видно. При этом на картине (фотографии) появляется некоторый объём, пропадает симметрия. Для людей, обладающих носом с горбинкой, это подходит лучше, чем профиль, так как при таком положении лица этот эффект менее заметен.

## Классический полуоборот
В классическом полуобороте проекция кончика носа должна попасть приблизительно в середину щеки. При этом обычно объём лица передаётся наилучшим образом.

## Критический полуоборот
В этом ракурсе кончик носа должен быть на уровне края щеки. Такое положение имеет яркий недостаток: лицо портретируемого зрительно будет казаться у́же, а нос — длиннее.